# Léo Lelis
Leonardo Silva Lelis (sinh 15 tháng 11 năm 1993), hay còn gọi Léo Lelis, là một cầu thủ bóng đá Brasil thi đấu ở vị trí Tiền vệcho FC Kamza ở Giải bóng đá hạng nhất quốc gia Albania.